# 陳俊
陳 俊（ちん しゅん、? - 47年）は、後漢の武将。字は子昭（ししょう）。南陽郡西鄂県（河南省南陽市臥竜区）の人（『後漢書』列伝8・本伝）。光武帝の功臣であり、雲台二十八将の第19位に序せられる（『後漢書』列伝12）。

## 事跡
| 姓名           | 陳俊 |
| 時代           | 新代 - 後漢時代 |
| 生没年         | 生年不詳 - 47年（建武23年） |
| 字・別号       | 子昭（字） |
| 本貫・出身地等 | 荊州南陽郡西鄂県 |
| 職官           | 郡吏〔新〕→太常将軍長史〔更始〕 →曲陽県長〔更始〕→安集掾〔劉秀〕 →強弩将軍〔劉秀（後漢）〕 →強弩大将軍〔後漢〕 （後に兼琅邪太守）〔後漢〕 |
| 爵位・号等     | 列侯〔後漢〕→新処侯〔後漢〕 →祝阿侯〔後漢〕                                                                                               |
| 陣営・所属等   | 王莽→更始帝→光武帝 |
| 家族・一族     | 子：陳浮 |

若くして南陽郡の吏となる。更始1年（23年）、劉玄が即位した際、宗室の太常将軍劉嘉付きの長史に任じた。劉秀が河北を攻略するに及び、劉嘉の推薦によって、陳俊は曲陽の県令を辞し、劉秀の下で安集掾となった。劉秀に従って農民反乱集団の銅馬・五校を河北に撃って功あり、強弩将軍を拝命した。
建武元年（25年）、劉秀即位の際に封侯された。
建武2年（26年）、河北・河南の農民反乱集団を討ち、新処侯に封ぜられた。さらに強弩大将軍を拝命し、河南・河内の農民反乱集団を打ち破った。
建武4年（28年）、河南・山東の農民反乱集団を討った。当時、泰山周辺の諸豪が劉永の配下の張歩と連合していた。劉秀は陳俊を泰山太守に任じ、大将軍の兼行とした。陳俊は張歩軍を破って泰山周辺を平定した。
建武5年（29年）、建威大将軍耿弇とともにさらに張歩軍を破り、張歩を投降させた。琅邪郡がなお平定されていなかったため、陳俊は将軍職兼務のままで琅邪太守に移された。東海に割拠する董憲らを討ち平らげた。

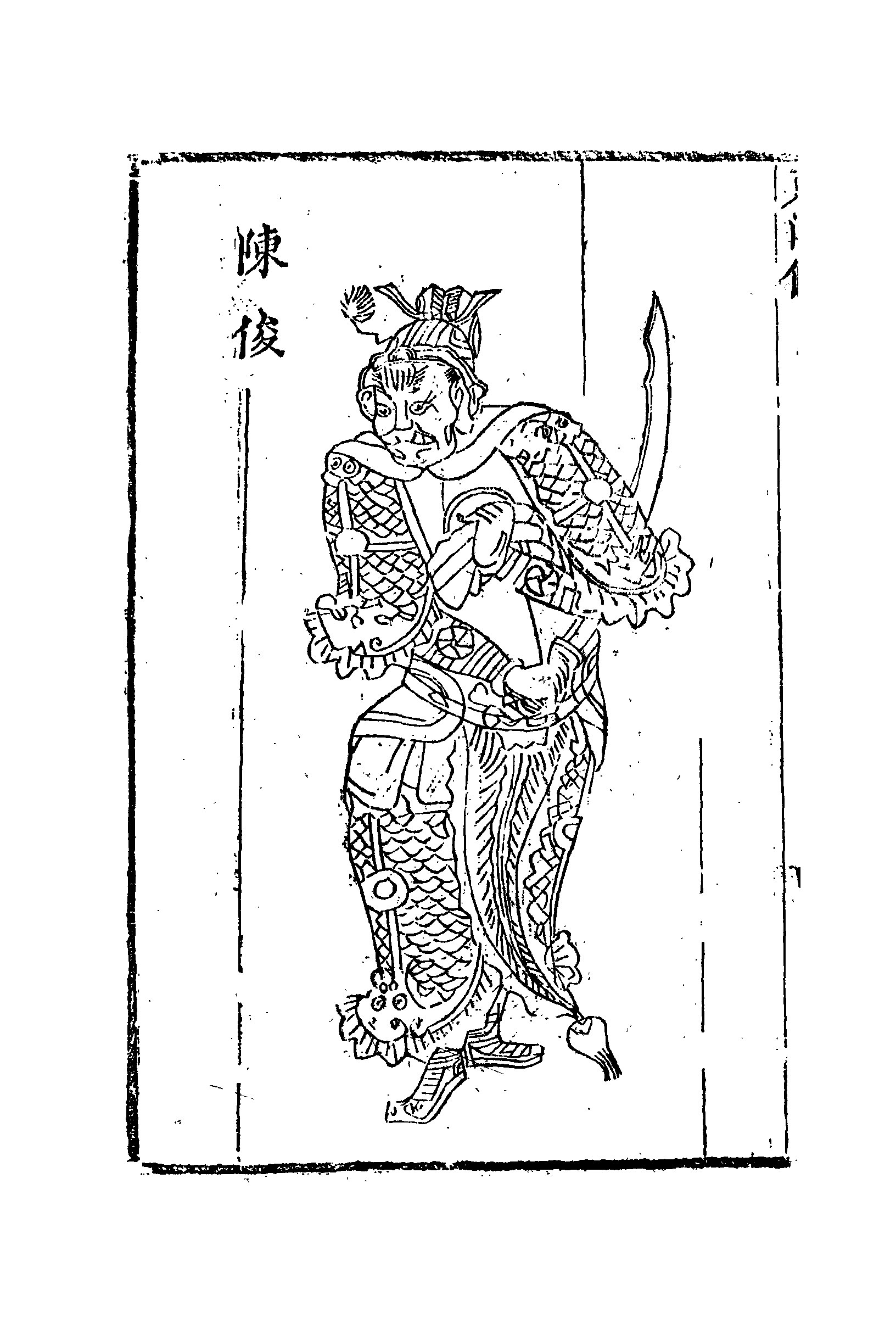
陳俊

建武8年（32年）、張歩が叛き、洛陽から故郷の琅邪に奔走し、船に乗って逃げんとした。陳俊はこれを討って張歩を斬った。劉秀はこの功を称え、青州・徐州の平定を陳俊に一任した。陳俊は貧窮する民を慰撫し、義挙あればこれを表彰し、軍吏が郡県の行政権に介入しないよう抑制した。陳俊はしばしば上書して隴西の隗囂・蜀の公孫述を討ちたいと願い出たが、劉秀は「山東の平定は大将軍の功績である。沿海の盗賊は国家の憂いとなっている。しばらく鎮撫に勤めよ」と詔して陳俊を山東に留めた。
建武13年（37年）、食邑を加増され、祝阿侯に封ぜられた。
建武14年（38年）、洛陽に召されて朝請を奉じた。
建武23年（47年）、逝去した。

## 人柄・逸話
- 五校という賊と戦った時、陳俊は馬より降りて短剣を以て闘い、向かう敵をことごとく破り、逃げる敵を追うこと二十余里（8キロメートル余り）、その頭目を斬りて戻れば、劉秀は「将軍が悉くかくの如くあれば、どうして憂えることがあろうか」と感歎した。
- その五校が漁陽郡に入寇すれば、陳俊は「軽騎をして賊の前に出して牽制し、百姓（ひゃくせい）をして各々堅く城壁を守り、その糧食を絶たしむべし。戦わずして亡ぼすべし」と劉秀に進言し、これが採用されて流賊はついに散じて敗れた。